# Calamares (program)
Calamares este un instalator de sistem independent și distro-agnostic liber și cu sursă deschisă pentru distribuții Linux.